# 梂庫坊

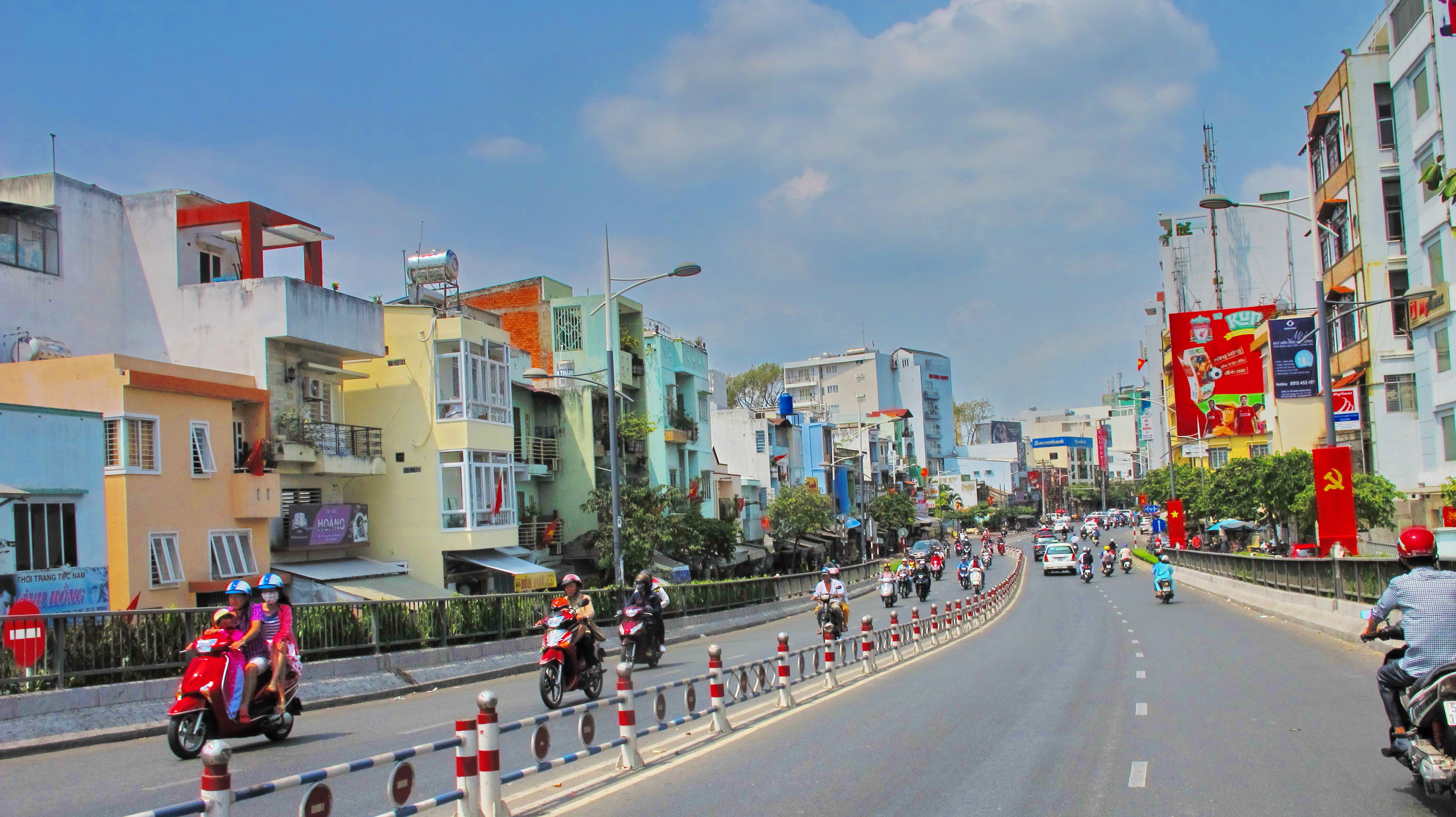

梂庫坊（越南语：／）是越南南部胡志明市第一郡的一个坊。

## 地理
梂庫坊位于第一郡西部，
- 东邻姑江坊
- 西邻第五郡
- 南邻第四郡
- 北邻阮居貞坊

梂庫坊面积为0.35平方公里，1999年人口为20，582人， 人口密度为每平方公里58，806人。